# Knut Hagberg (militär)
Knut Oskar Hagberg, född 21 december 1895 i Malmbäcks församling, Jönköpings län, död 29 juli 1988 i Hässleholms församling, Kristianstads län, var en svensk militär.

## Biografi
Hagberg avlade studentexamen 1914. Han avlade officersexamen vid Krigsskolan 1918 och utnämndes samma år till fänrik i trängtrupperna, där han befordrades till löjtnant 1921. Han befordrades till kapten 1933 och till major 1939. År 1940 befordrades han till överstelöjtnant, varpå han var stabschef hos tränginspektören i Arméstaben 1940–1942. År 1942 befordrades han till överste, varefter han var chef för Skånska trängkåren 1942–1949 och tränginspektör i Arméstaben 1949–1956. Han var verkställande direktör för Civilförsvarsförbundets Förlags AB 1957–1959.
Knut Hagberg invaldes 1939 som ledamot av Kungliga Krigsvetenskapsakademien. Han är begraven på Hässleholms östra begravningsplats.